# Falsilunatia powelli
Falsilunatia powelli là một loài ốc biển nước sâu, là động vật thân mềm chân bụng sống ở biển trong họ Naticidae, họ ốc Mặt Trăng.